# Gaston Lafon
Gaston Lafon (23 de febrero de 1991) es un deportista francopolinesio que compite en judo. Ganó tres medallas en el Campeonato de Oceanía de Judo entre los años 2015 y 2018.

## Palmarés internacional
| Campeonato de Oceanía | Campeonato de Oceanía | Campeonato de Oceanía | Campeonato de Oceanía |
| Año                   | Lugar                 | Medalla               | Categoría             |
| --------------------- | --------------------- | --------------------- | --------------------- |
| 2015                  | Païta (Francia)       | Medalla de bronce     | –73 kg                |
| 2016                  | Canberra (Australia)  | Medalla de plata      | –73 kg                |
| 2018                  | Numea (Francia)       | Medalla de bronce     | –73 kg                |